# Listrognathus yunnanensis
Listrognathus yunnanensis là một loài tò vò trong họ Ichneumonidae.